# Hemerobius incursus
Hemerobius incursus är en insektsart som beskrevs av Banks 1931. Hemerobius incursus ingår i släktet Hemerobius och familjen florsländor. Inga underarter finns listade i Catalogue of Life.